# Metapocyrtus kitangladensis
Metapocyrtus kitangladensis — вид жуків родини довгоновиків (Curculionidae). Описаний у 2019 році.

## Назва
Видова назва kitangladensis вказує на типове місцезнаходження.

## Поширення
Ендемік Філіппін. Поширений на острові Мінданао. Типове місцезнаходження — гірський хребет Кітанглад у провінції Букіднон.

## Опис
Овальні довгоносики середнього розміру з короткою широкою мордою. Жук глянцево-чорний з жовтими або світло-зеленими мітками на переднеспинці та покривах, ноги чорні. Вид, ймовірно, імітує Pachyrhynchus cumingii, який живе у цій же місцевості.